# 18871 Grauer
18871 Grauer è un asteroide della fascia principale. Scoperto nel 1999, presenta un'orbita caratterizzata da un semiasse maggiore pari a 2,6667263 UA e da un'eccentricità di 0,1094745, inclinata di 11,91729° rispetto all'eclittica.
L'asteroide è dedicato all'astronomo statunitense Albert D. Grauer.